# Karlsruher Grat
Der Karlsruher Grat ist ein ungefähr 400 Meter langer Felsgrat bei Ottenhöfen im Schwarzwald (Nordschwarzwald), über den eine alpine Route mit Kletterpartie führt.

## Lage und Charakteristik
Der Karlsruher Grat steigt östlich von Ottenhöfen in der Talgabel zwischen der obersten Acher und dem von Süden einmündenden Gottschlägbach zum nordschwarzwälder Hauptkamm an. Der Grat geht im Osten an der querenden Kreisstraße 5370, die von Oppenau über Kloster Allerheiligen zur Schwarzwaldhochstraße führt, in einer Höhe von 820 m ü. NHN in die Westflanke von Melkereikopf und Vogelskopf (1056,4 m ü. NHN) über. Der westliche Endpunkt liegt auf etwa 640 m ü. NHN, von wo der Grat steil zur Schlucht der Wasserfälle am Edelfrauengrab abfällt, die auf einer Höhe von etwa 400 m ü. NHN endet. Dieser Hang zeigt sich heute von einem großen Steinbruch vollständig verändert. Vom Grat aus sieht man über den bewaldeten Nordhang auf den höchsten Berg des Nordschwarzwalds, die Hornisgrinde (1164 m ü. NHN). Die schütter bewachsenen Südwände bieten freien Blick über das steile, etwa 170 Meter tiefer verlaufende Gottschlägtal hinweg auf den teils felsigen Gegenhang mit dem Falkenschrofen (665 m ü. NHN) und weiter auf das Blöchereck (740 m ü. NHN). Der Karlsruher Grat wird beidseits flankiert von weiteren Klippen; im Süden vom Herrenschrofen (636,5 m ü. NHN) und im Norden vom Dreierschrofen (661,7 m ü. NHN).

## Name
Der Name Karlsruher Grat ist nicht ursprünglich. Früher trug die gesamte Gratschneide (wegen ihrer Ähnlichkeit mit einem Dachfirst) den Namen Eichhaldenfirst. Als der Grat durch die Popularisierung des Kletterns Anziehungspunkt für Kletterer aus der näheren Umgebung, vor allem aus dem Karlsruher Raum, wurde und erste Todesfälle gemeldet werden mussten, benannte die Gemeinde Ottenhöfen ihn 1926 zu Ehren der verunglückten Karlsruher um.

## Geologie
Die Felsen und der Bergrücken, dessen Grat sie bilden, bestehen aus Quarzporphyr, genauer dem Grünberg-Quarzporphyr der Geisberg-Formation, der vor rund 290 Millionen Jahren durch Erkaltung der Magma-Füllung einer vier Kilometer langen und 750 Meter breiten Gesteinsspalte entstanden ist. An manchen Stellen sind noch die Fließspuren zu sehen. Über dem Granit des Grundgebirges und dem wesentlich später aufgedrungenen Quarzporphyr wurden im Laufe der Erdgeschichte mächtige Ablagerungen aus Flusssedimenten, die Schichten des Buntsandsteins, aufgelagert. Durch Erosion wurde der härtere und damit widerstandsfähigere Porphyr als Grat herausgebildet, während die anderen, weicheren Gesteine abgetragen wurden.

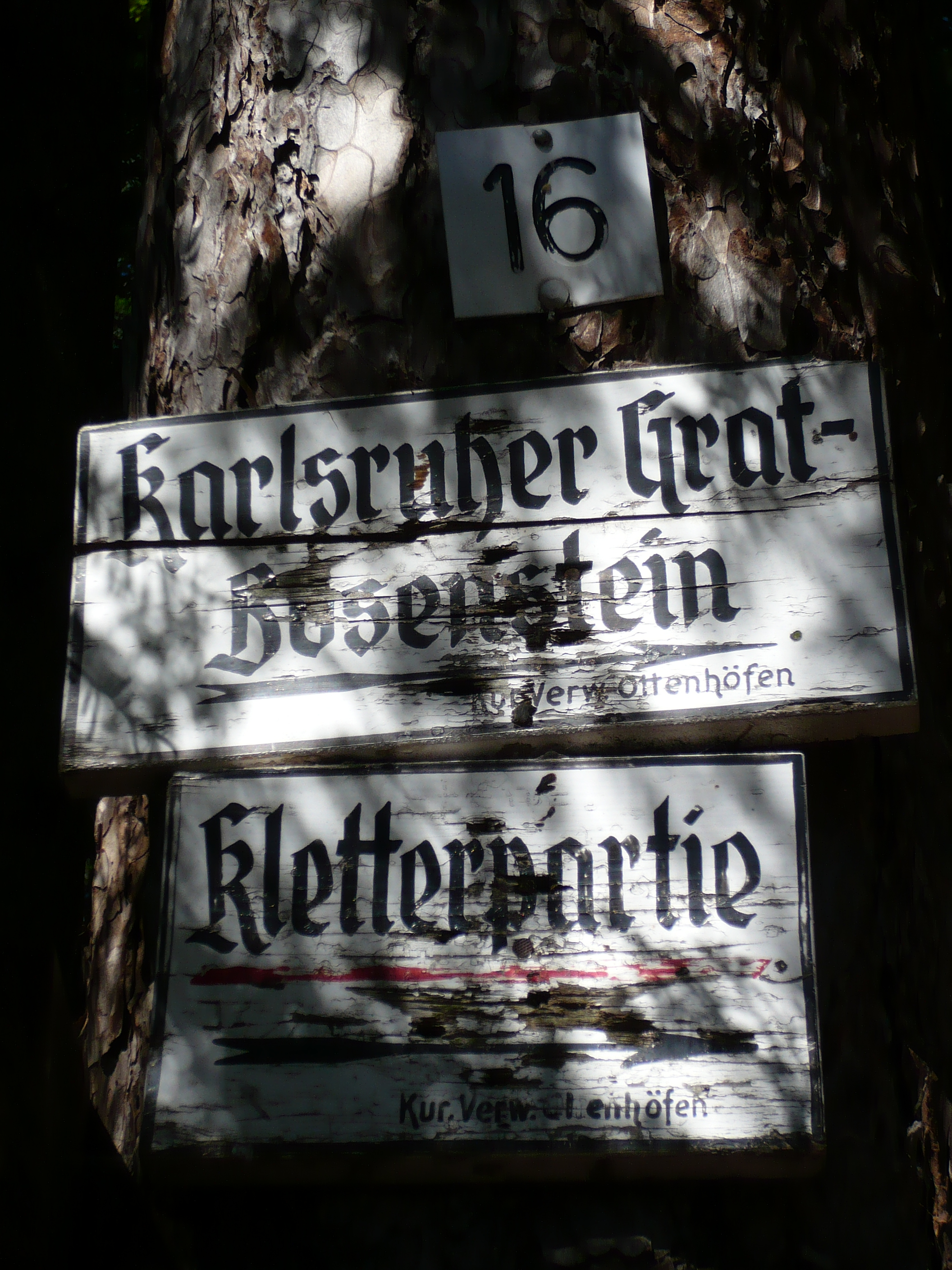
Hinweisschild „Kletterpartie“ am Einstieg

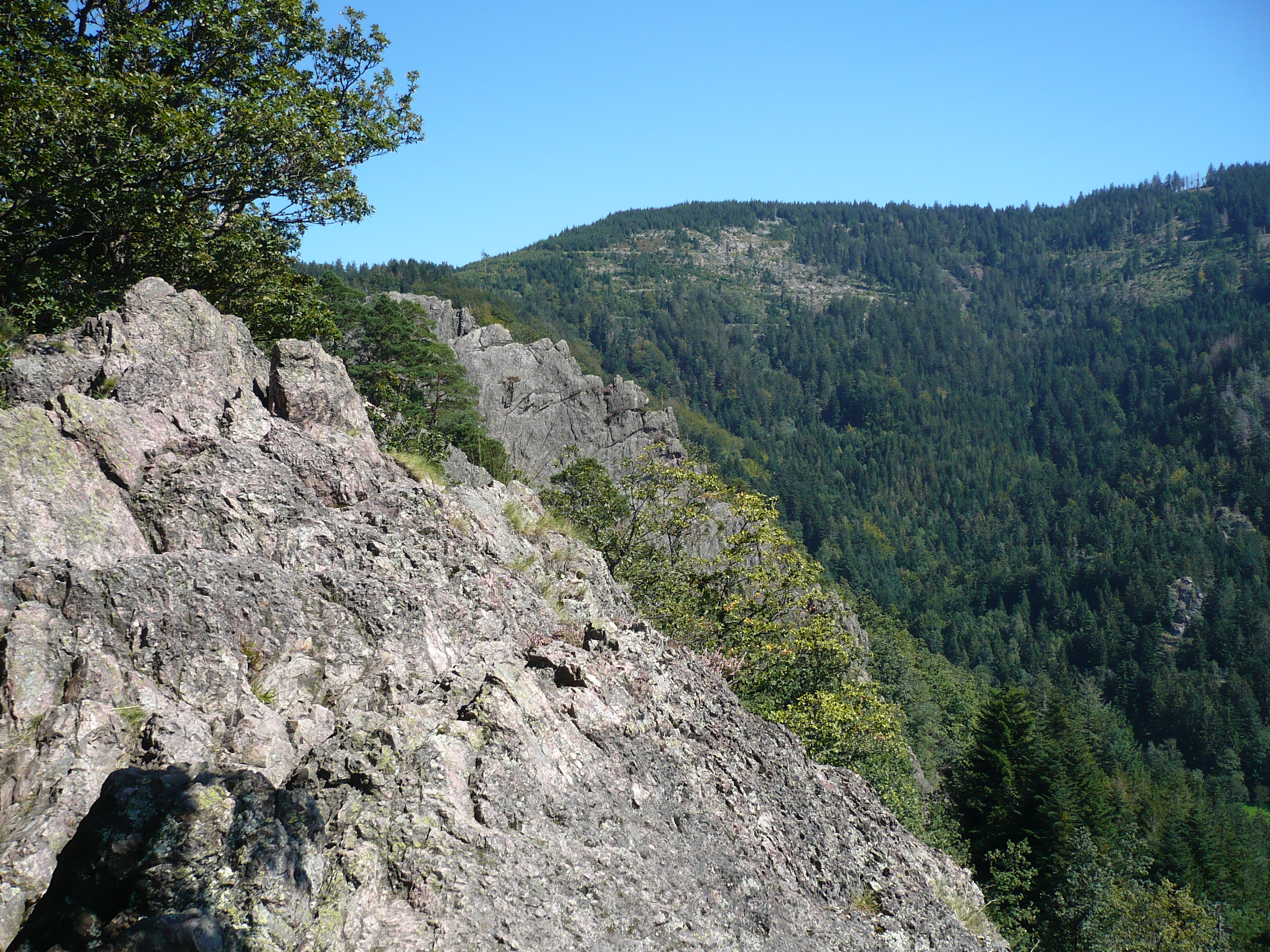
Auf dem Karlsruher Grat, mit der Porphyrwand des Eichhaldenfirsts im Bildmittelgrund

## Klettersteig und Wanderweg
Der meist von Ottenhöfen aus begangene sogenannte Klettersteig führt den Grat entlang von Westen nach Osten über die rauen und damit sehr trittfesten Porphyrfelsen. Die abschnittsweise anspruchsvolle alpine Route ist an einigen Stellen ausgesetzt und absturzgefährlich, aber – im Gegensatz zu alpinen Klettersteigen – nicht mit Drahtseilen oder Tritthilfen versehen.
Der Karlsruher Grat ist von der Schwarzwaldhochstraße aus zugänglich, meist wird er jedoch vom Wanderparkplatz bei den Edelfrauengrabwasserfällen in Ottenhöfen aus begangen. Er ist außerdem namensgebender Bestandteil des Premiumwanderweges Karlsruher Grat, der in Ottenhöfen beginnt. Der Weg führt vom Wanderparkplatz nach dem Kieswerk in die Schlucht des Gottschlägbachs, an der Auskolkungshöhle Edelfrauengrab und den nach ihr benannten Wasserfällen vorbei stetig bergan, immer auf der im Sinne des Aufstiegs linken Hangseite, zweigt dann weiter hinten im Tal von einem breiten Holzabfuhrweg in spitzem Winkel nach links ab und führt auf den Grat hinauf. Oben folgt man den Schildern Kletterpartie. Vom Bosensteiner Eck aus folgt man der blauen Raute bergab nach Westen und stößt nach wenigen hundert Metern auf die ersten Porphyrfelsen.
Die Route ist nicht markiert, weshalb jeder nach Wunsch und Können mehr oder weniger nah an der Gratschneide gehen kann. Trittsicherheit und etwas Schwindelfreiheit sowie gutes Schuhwerk werden in jedem Fall vorausgesetzt. Auch sollte man den Grat nach Regen aufgrund der Rutschgefahr meiden. Die Kletterei nimmt je nach Können etwa eine halbe bis eine Stunde in Anspruch. Als Alternative bietet sich ein schmaler Waldpfad am Nordrand des Grates zur – vollständigen oder teilweisen – Umgehung an. Ihm folgt auch der knapp 13 Kilometer lange Schwarzwald-Genießerpfad Karlsruher Grat.

## Naturschutz
Der Karlsruher Grat liegt vollständig im Naturschutzgebiet Gottschlägtal-Karlsruher Grat, das sich an der Kreisstraße 5370 („Allerheiligenstraße“) nach Westen an den Nationalpark Schwarzwald und das fast ganz darin aufgegangene Naturschutzgebiet Schliffkopf anschließt. Abseits des Klettersteigs ist das Klettern nur an einer Stelle des Grates, nach dem ursprünglichen Namen des Grates als Eichhaldenfirst bezeichnet, erlaubt.

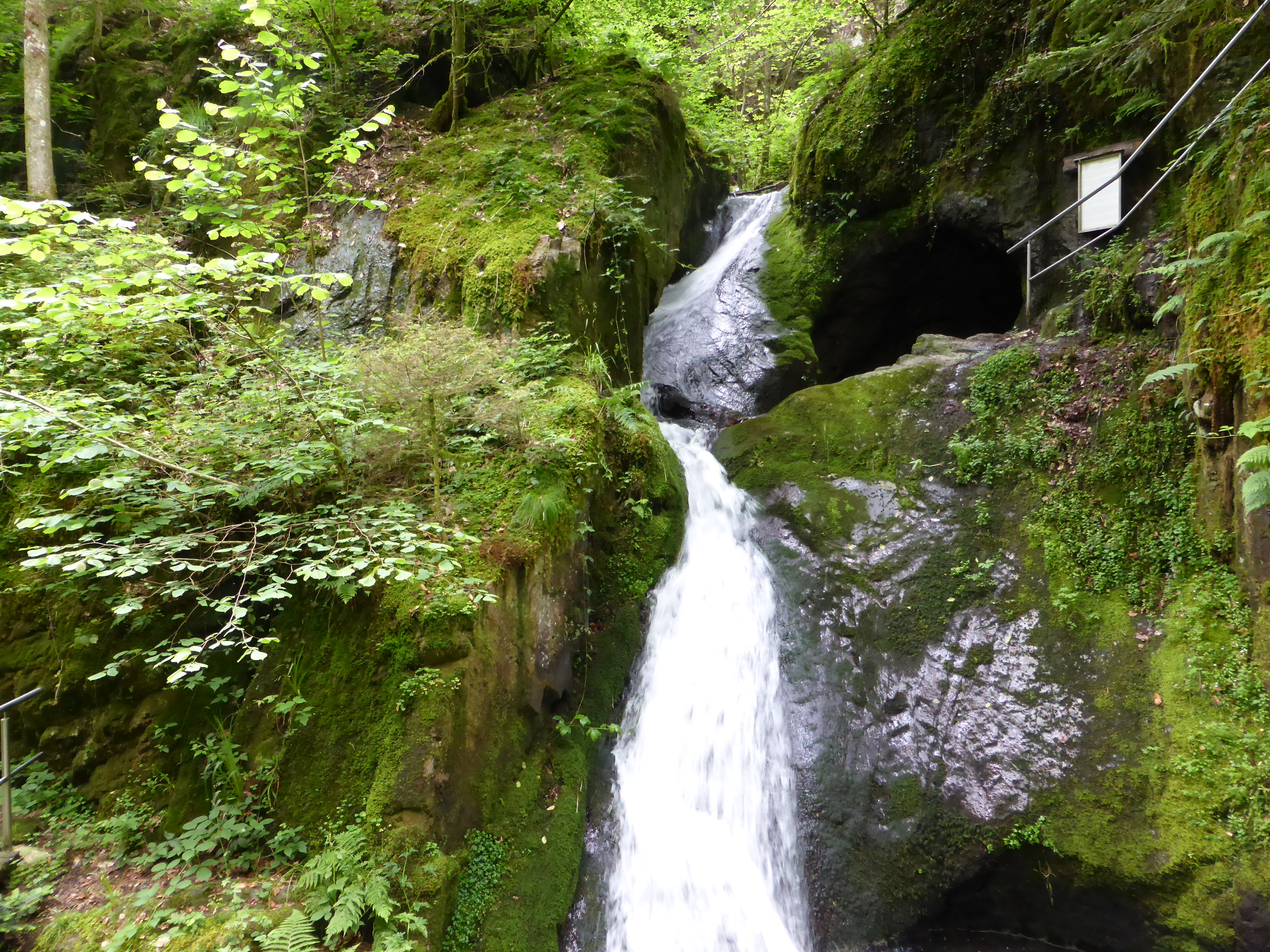
Edelfrauengrab-Wasserfall
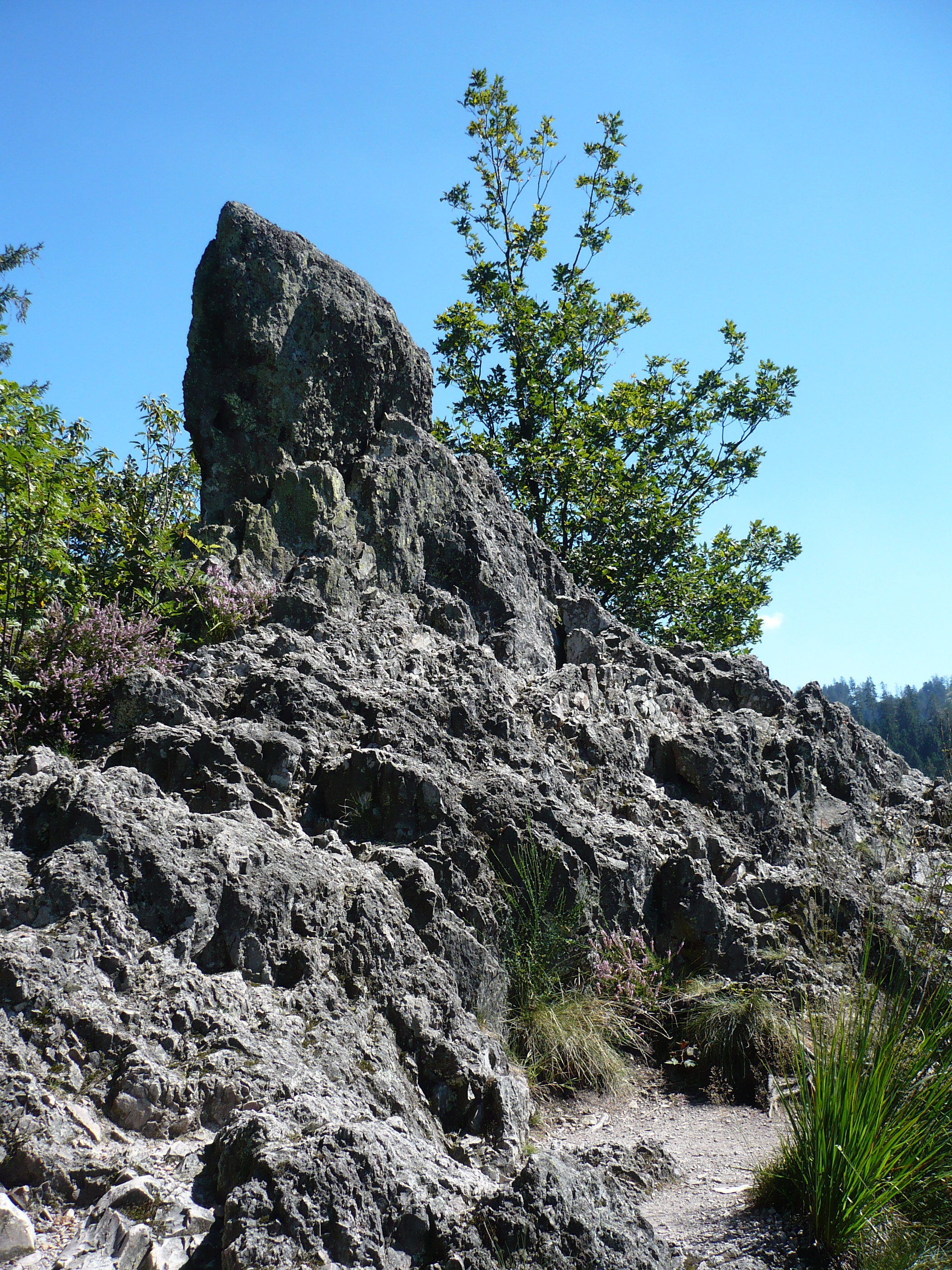
Porphyrsäule
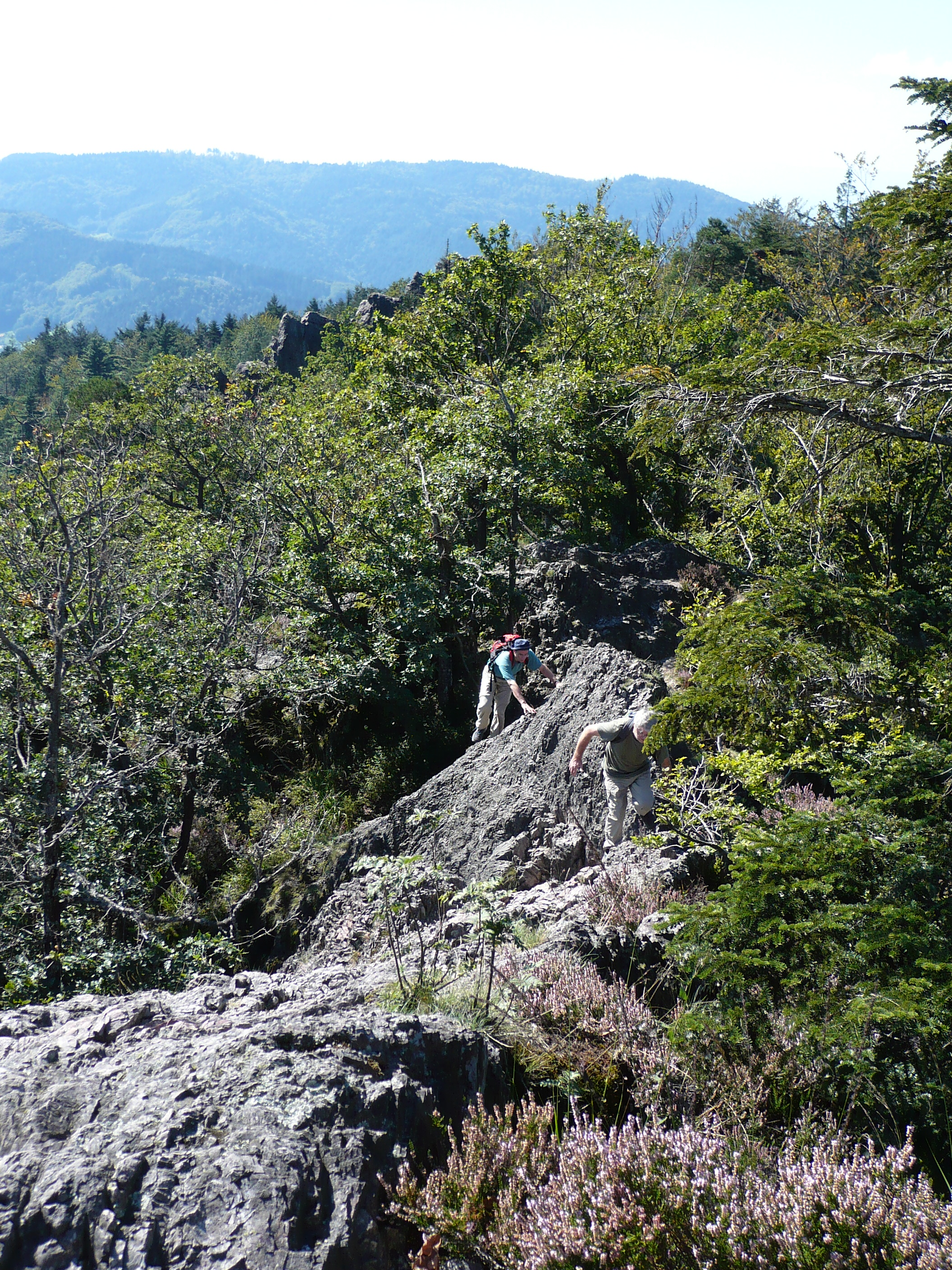
Blick nach Westen
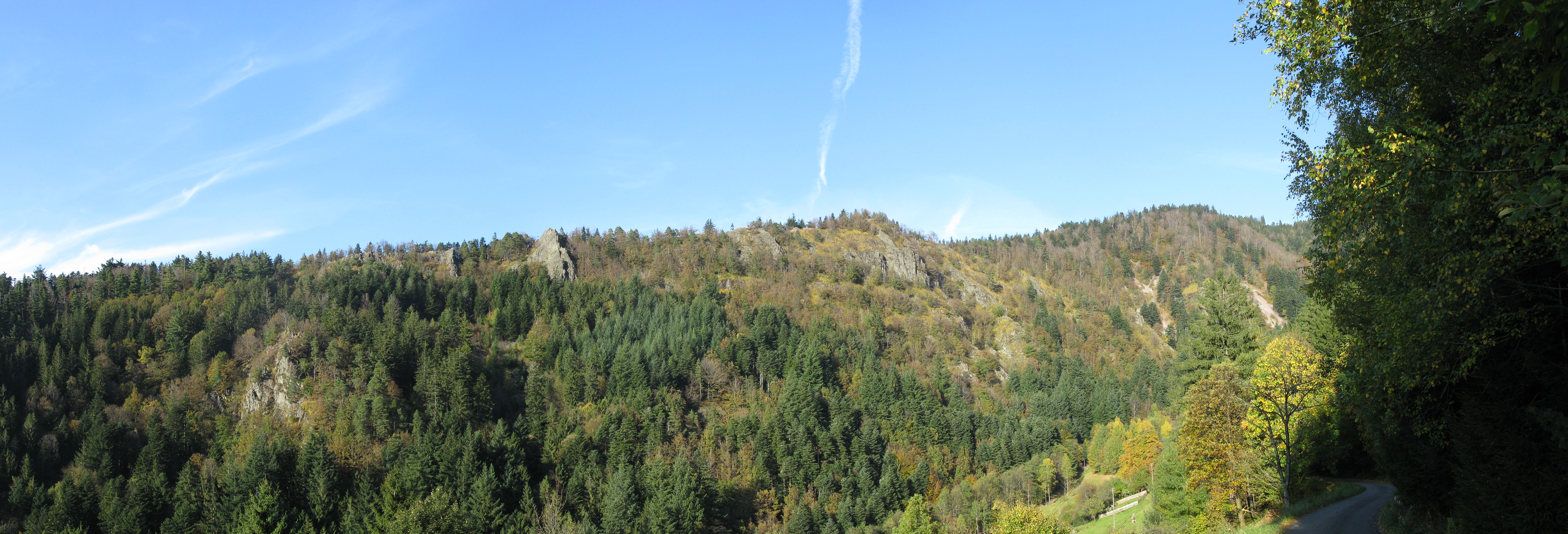
Panoramabild
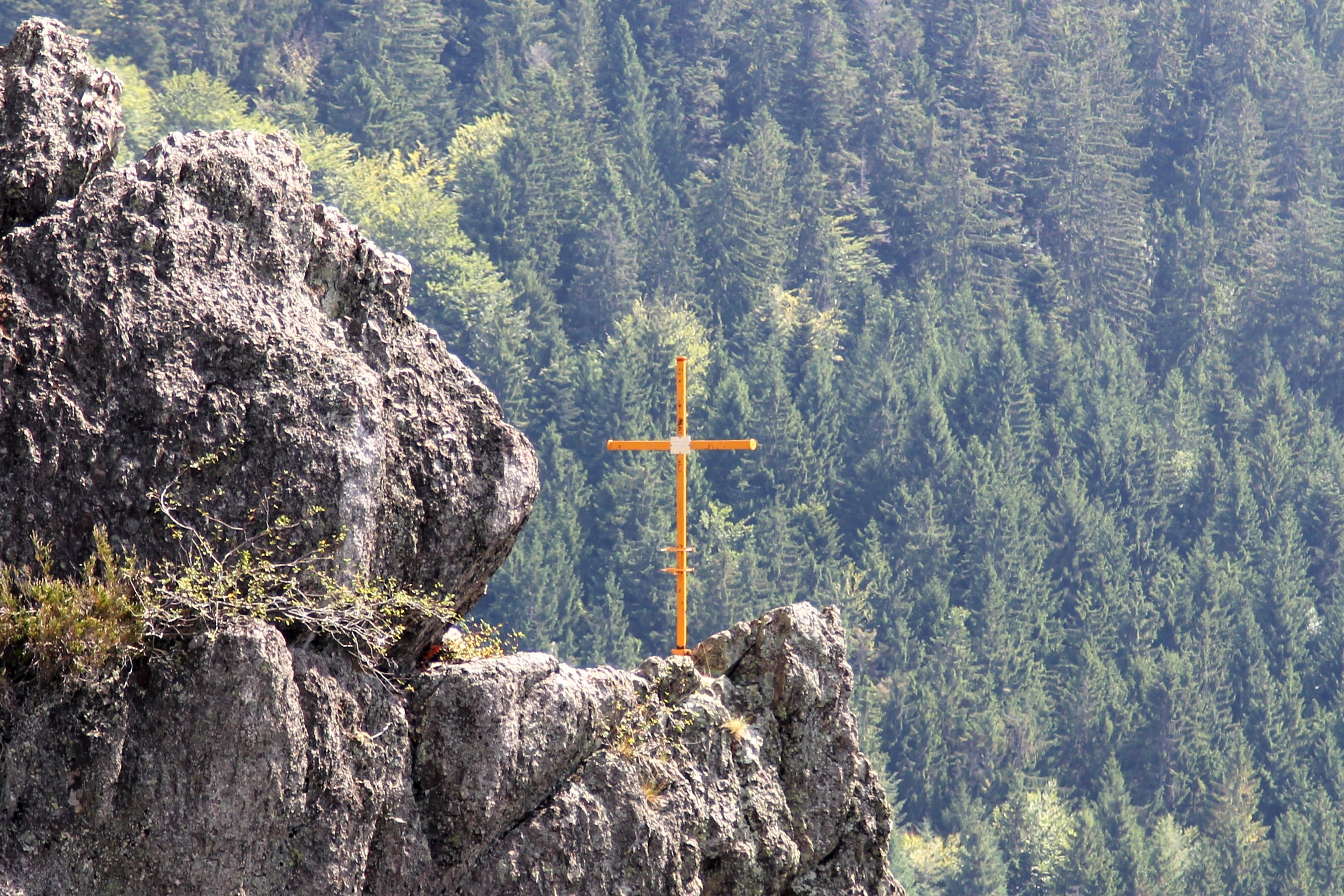
Kreuz am Karlsruher Grat

## Ziele in der Umgebung

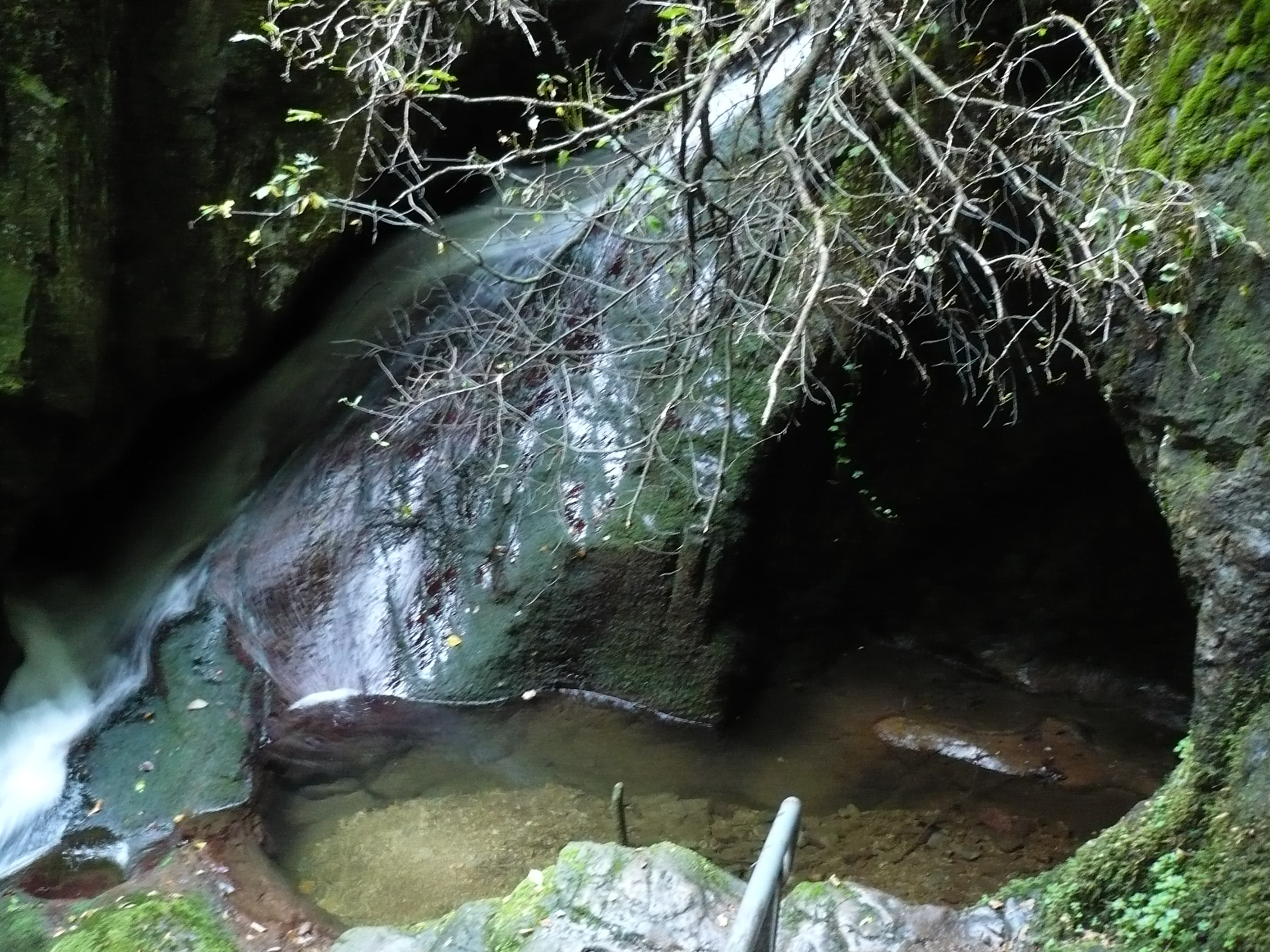
Edelfrauengrab

In der Nähe – und mit dem Karlsruher Grat zu einer 10 bis 15 Kilometer langen Wanderung verbindbar – befinden sich
- in Richtung Ottenhöfen: die Granit-Felskanzel des Brennte Schrofen mit gutem Fernblick auf Ottenhöfen und Umgebung und die Gottschlägbach-Wasserfälle mit der Auskolkungshöhle Edelfrauengrab, in der laut einer Sage die Ehefrau des Burgherrn zu Bosenstein lebendig eingemauert worden sein soll.
- und in Richtung Oppenau: die Ruine des Klosters Allerheiligen mit den danach benannten Wasserfällen.